# لیشتن
لیشتن (به آلمانی: Liesten) یک منطقهٔ مسکونی در آلمان است که در زالتسودل واقع شده است. لیشتن ۳۰۶ نفر جمعیت دارد.